# Cypripedium palangshanense
Cypripedium palangshanense é uma espécie de orquídea terrestre, família Orchidaceae, que habita o Sichuan, na China.